# 阳光之家
阳光之家是中華人民共和國上海市的一项公益项目和機構，於2005年開始推出。該項目提供16至35周岁的智障人士培训、康复训练等服务。目的是提升智障人士融入社会的信心及提高他们的生活自理能力、简单劳动能力和社会交往能力，使他们能够融入社会和就业。2007年10月1日，中共中央总书记胡锦涛和回良玉、陈至立等人来到虹口區曲阳社区的阳光之家看望智障人士。截至2010年6月，上海全市已建立241所阳光之家培訓場所，11000余名智障人士接受了培训和学习。

## 背景
智障人士由于认知水平不足、社会交往能力有限，如果长期闲散在社会上和家庭里，只會使他们各方面能力退化，還會給他们的家庭带来负担。这部分智障人士及其家庭需要得到社会的帮助。此外這也是上海市人民政府為迎接2007年世界夏季特殊奥林匹克运动会而推出的項目。

## 內容
组织16至35周岁、擁有上海市戶籍、擁有《殘疾人證》且有一定活动能力的智障人士参与各类培训活动，例如工作技巧、生活常识、心理辅导、体育锻炼等各方面的培训，开展康复训练和从事简单劳动，並在上海全市建立一些智障人士培训见习基地。